# Zjuzino
Il quartiere Zjuzino (in russo Район Зюзино?) è un quartiere di Mosca sito nel Distretto Sud-occidentale.
Prende il nome dall'abitato omonimo che sorgeva nell'area, all'incrocio delle attuali vie Perekopskaja e Kerčenskaja, di cui si ha testimonianza scritta a partire dal 1627 insieme agli abitati di Skrjabino e Skorjatino. Vi si tenne un censimento nel 1736, allora la località era famosa per i propri giardini e le proprie serre, dove crescevano anche agrumi.
Viene incluso nel territorio di Mosca nel 1960; tra il 1958 e il 1964 è zona di costruzione di alloggi popolari in accordo al piano voluto da Chrušëv. Gli attuali confini del quartiere sono stati definiti con la riforma delle suddivisioni amministrative del 1991.